# 3,4-metylendioksyamfetamin
3,4-metylendioksyamfetamin (forkortet MDA eller 3,4-MDA) er et empatogen-entaktogen, psykostimulerende og psykedelisk stof fra amfetaminfamilien der hovedsageligt bruges som et euforiserende stof. MDA virker som et serotonin-noradrenalin-dopamin-frigørende middel (SNDRA). I de fleste lande er besiddelse og salg af MDA ulovligt.
MDA er mindre efterspurgt som et euforiserende stof end andre stoffer i amfetaminfamilien, men det er et betydningsfuldt stof fordi det et en primær metabolit af MDMA (ecstasy) som dannes ved N-dealkylering af MDMA i leveren. Desuden er det almindeligt at finde MDA som en tilsætning i ulovligt produceret MDMA.

## Brug
MDA købes, sælges og bruges som et rekreativt "kærlighedsstof" på grund af dets forbedring af humør og empati. En rekreativ dosis af MDA er nogle gange angivet som værende mellem 100 og 160 mg.

## Kemi
MDA er et substitueret metylendioxyleret phenethylamin- og amfetaminderivat. MDA er typisk syntetiseret fra æteriske olier såsom safrol eller piperonal.

## Historie
MDA blev først syntetiseret af Carl Mannich og W. Jacobsohn i 1910. Det blev først indtaget i juli 1930 af Gordon Alles, som senere licenserede stoffet til Smith, Kline & French. MDA blev første gang brugt i dyreforsøg i 1939, og forsøg på mennesker begyndtes i 1941 i udforskningen af mulige behandlingsformer for Parkinsons sygdom. Fra 1949 til 1957 fik mere end 500 mennesker MDA i en undersøgelse af dets potentielle brug som et antidepressivt og/eller appetitnedsættende middel af Smith, Kline & French. Den amerikanske hær eksperimenterede også med stoffet, med kodenavnet EA-1298, mens de arbejdede på at udvikle et sandhedsserum eller invaliderende middel som en del af Project MKUltra. MDA blev patenteret som et beroligende middel af Smith, Kline & French i 1960, og som et appetitnedsættende middel under handelsnavnet "Amphedoxamine" i 1961. MDA begyndte at dukke op på den rekreative stofscene omkring 1963 til 1964. Det var dengang billigt og let tilgængeligt som forsøgsmedicin fra flere videnskabelige forsyningshuse. Adskillige forskere, herunder Claudio Naranjo og Richard Yensen, har udforsket MDA inden for psykoterapi.